# مدرسة طب كينت وميدواي
مدرسة طب كينت وميدواي هي مدرسةٌ للطب مُخططٌ لإنشائها في كانتربري والمنطقة المحيطة بها. سوف تُدار بشكلٍ مُشترك من قبل جامعة كينت وجامعة كانتربري كرايست تشيرش، وتقدم حوالي 100 مقعدٍ سنويًا. أُعلن عن تمويل مدرسة الطب الجديدة في مارس 2017 بعد مسابقة لتخصيص 1500 وظيفة تدريب طبي جديدة في جميع أنحاء إنجلترا، ومن المتوقع أن يلتحق الطلاب الأوائل في عام 2020. ستعمل مدرسة طب برايتون وسوسيكس كمؤسسةٍ رئيسية. وستقدم مدرسة الطب برامج جامعية مدتها خمس سنوات، مع التركيز على التخصصات الممثلة حاليًا في كينت وميدواي.